# Воля-Пшипковська
Воля-Пшипковська (пол. Wola Przypkowska) — село в Польщі, у гміні Тарчин Пясечинського повіту Мазовецького воєводства.
Населення — 248 осіб (2011).
У 1975-1998 роках село належало до Варшавського воєводства.

## Демографія
Демографічна структура станом на 31 березня 2011 року:
|          | Загалом | Допрацездатний вік | Працездатний вік | Постпрацездатний вік |
| -------- | ------- | ------------------ | ---------------- | -------------------- |
| Чоловіки | 130     | 32                 | 88               | 10                   |
| Жінки    | 118     | 14                 | 77               | 27                   |
| Разом    | 248     | 46                 | 165              | 37                   |